# Götakanaal
Het Götakanaal (Zweeds: Göta kanal) is een kanaal in Götaland in Zweden. Het kanaal is 190,5 kilometer lang en loopt vanaf Sjötorp aan de oostelijke oever van het Vänermeer via het Vättermeer tot Söderköping aan de Oostzee. Samen met de Göta älv en het Trollhättekanaal vormt het een bevaarbare verbinding tussen het Kattegat en de Oostzee.

## Aanleiding
In de 16e eeuw zijn er al plannen gemaakt voor een kanaal. Bisschop Brask van Linköping kwamen toen met een voorstel voor een vaarweg tussen de Oost- en de Noordzee. De enige verbinding was de Sont tussen Denemarken en Zweden. Voor beide landen was de zeestraat van groot strategisch belang hetgeen gereflecteerd wordt in de aanwezigheid van twee grote burchten bij Helsingør, kasteel Kronborg, en bij het Zweedse Helsingborg. Denemarken hief vanaf 1429 de Sonttol die de Zweedse schepen ook moesten betalen. Wanneer de twee in oorlog waren dan was een alternatief op Zweeds grondgebied een groot voordeel.

## Bouw
In 1800 was het Trollhättekanaal opgeleverd. Dit kanaal met een lengte van 82 kilometer vormt een verbinding tussen het Vänermeer en het Kattegat.
In 1806 presenteerde Baltzar von Platen, marineofficier en minister, en nieuw voorstel voor een kanaal tussen het Vänermeer en de Oostzee. Hij maakte gebruik van het werk van Daniel av Thunberg en Elias Schweder, zij hadden een traject getekend op basis van hun onderzoek in 1771-1774. Op 11 april 1810 keurde koning Karel XIII zijn plan goed. De koning zorgde voor het benodigde kapitaal en de politieke steun. Hij gaf ook praktische hulp in de vorm van arbeiders en de onteigening of koop van de grond op het traject.
De aanleg ging niet zonder tegenslag, het geld raakte op en het werk duurde langer dan verwacht. De oppositie in de regering ageerde fel, maar Von Platen kreeg in 1815 extra geld om het werk af te maken.
Het Götakanaal, geopend in 1832, betekende een belangrijke schakel in het transport van hout en ijzer tussen Göteborg en Stockholm. Het kanaal is 190 kilometer lang en telt 58 schutsluizen. Het traject loopt via meren en verder moest zo'n 87 kilometer met de hand worden uitgegraven. De aanleg begon in 1810 en de bouw duurde 22 jaar. Zo'n 58.000 militairen hebben aan het project gewerkt, in totaal zo'n 7 miljoen mandagen van 12 uur. De bouwkosten waren negen miljoen Zweedse riksdaler.

### Samenwerking met Telford
Het kanaal is mede-ontworpen door de Schotse ingenieur Thomas Telford, die ook verantwoordelijk was voor de aanleg van het Caledonisch Kanaal in Schotland. In mei 1808 ontving Telford een brief van Von Platen. Het was een uitnodiging om naar Zweden te komen en advies te geven. Telford accepteerde en in augustus 1808 ontmoette hij Von Platen in Zweden. Samen reisden ze zes weken langs het traject en schreven een eindrapport met aanbevelingen. De koning erkende zijn bijdrage en maakte Telford een ridder in de Orde van Vasa. Vanaf het begin hadden de twee een goede relatie en ze hebben decennia lang gecorrespondeerd over het project. Telford stuurde gedetailleerde tekeningen van sluizen, sluisdeuren en bruggen en gereedschap en materieel wat in Zweden niet voorhanden was. In 1813 bracht Telford voor de tweede en laatste keer een bezoek aan Zweden. In 1822 kwam Von Platen nog op uitnodiging van Telford naar Schotland en dit was de laatste keer dat de twee elkaar hebben ontmoet. Von Platen overleed in december 1829, hij was 64 jaar oud, en hij heeft het niet meer meegemaakt dat op 26 september 1832 het eerste schip door het Götakanaal voer.

## Huidig gebruik
Het kanaal wordt vooral voor de recreatie gebruikt. Een hele reis over het kanaal duurt zo'n 6 tot 8 dagen en wordt de route verlengd met het Trollhättekanaal dan komen er nog 3 à 4 dagen bij voor de zee wordt bereikt. Het kanaal is alleen toegankelijk voor schepen die niet langer zijn dan 30 meter, niet breder dan 7 m en een diepgang van minder dan 2,72 m hebben. De maximale vaarsnelheid is vijf knopen (~ 9,25 km/h). Langs de route liggen 21 havens open voor de pleziervaart. Voor schepen zijn er kosten aan verbonden om de route te bevaren.

## Trivia
- Het kanaal wordt ook wel 'het blauwe lint van Zweden' genoemd.
- In De vrouw in het Götakanaal, de eerste misdaadroman van Sjöwall & Wahlöö, wordt het lijk van een jonge vrouw in het Götakanaal gevonden.